# Erica mollis
Erica mollis là một loài thực vật có hoa trong họ Thạch nam. Loài này được Andrews mô tả khoa học đầu tiên năm 1810.

## Hình ảnh

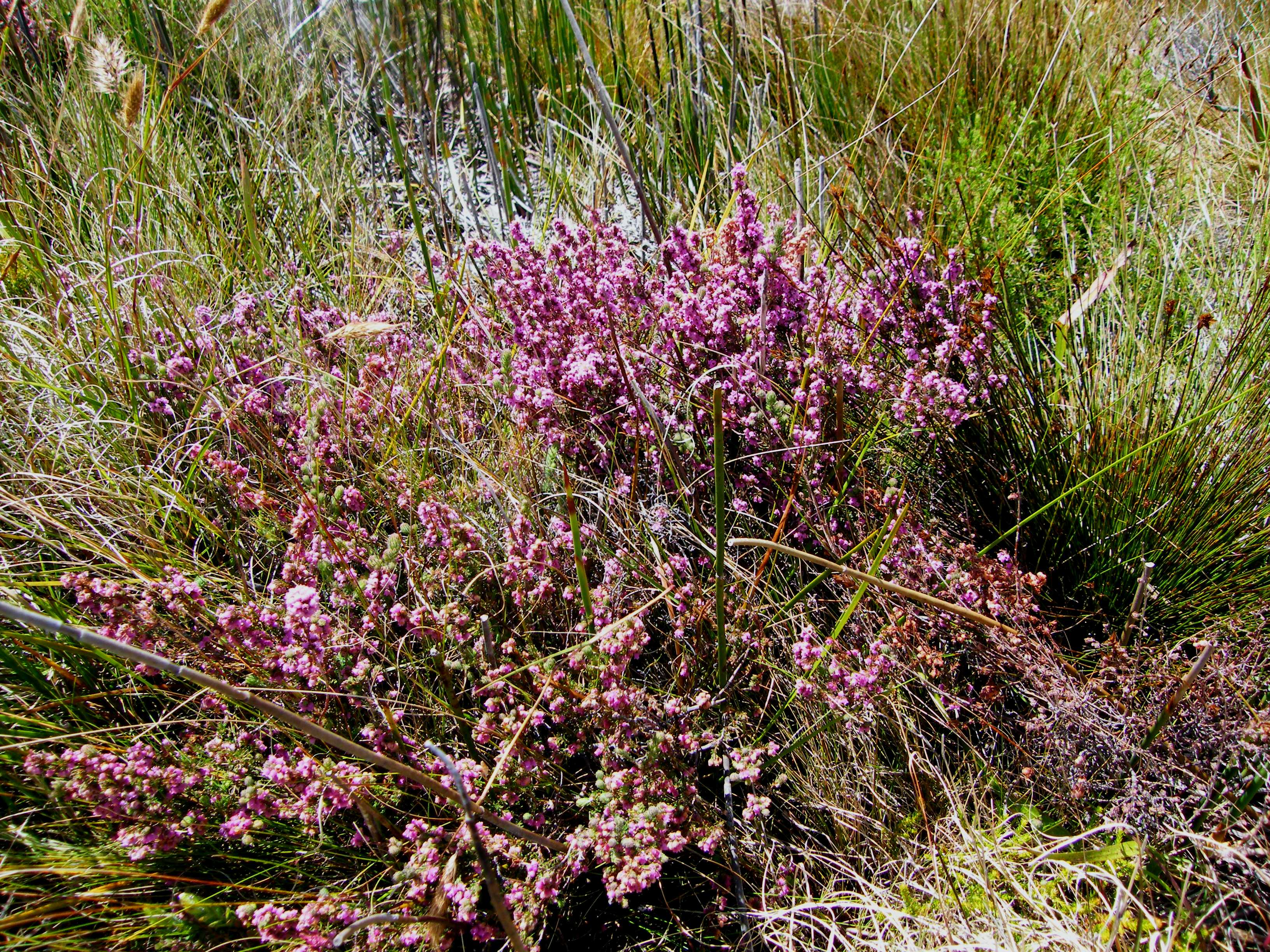
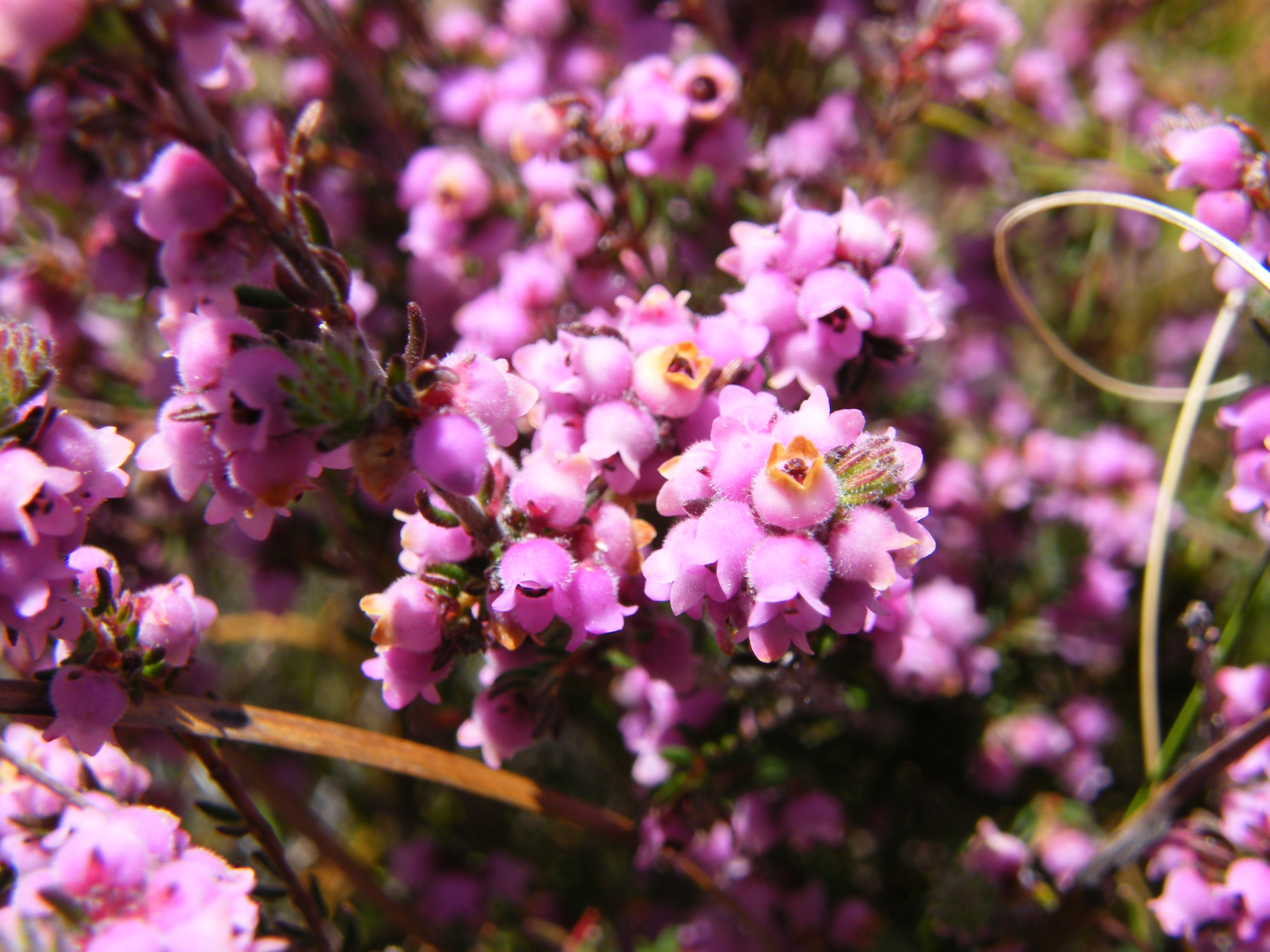